# Soheil Arabi
Soheil Arabi (en persan : سهیل عربی) né le 21 août 1985, est un blogueur iranien condamné à la mort par pendaison en Iran en 2013 pour des propos irrespectueux envers le prophète Mahomet tenus dans des publications sur Facebook. À la suite de la mobilisation internationale, sa peine est commuée en 2015 en sept ans et demi d'emprisonnement et deux ans d'étude forcée de la théologie islamique.
Il est lauréat du prix de la liberté de la presse 2017 de Reporters sans frontières rendant hommage aux journalistes-citoyens. 

## Biographie
Soheil Arabi est photographe et est âgé de 31 ans au moment de son arrestation à Téhéran, le 27 décembre 2013. À la suite de son arrestation, sa femme est forcée au divorce et il perd le droit de voir sa fille. La famille de Soheil Arabi est avertie que « aucune prise de parole publique ne sera tolérée », elle n'a pas le droit de répondre aux demandes de contacts des médias, et selon l'observatoire iranien des droits de l'homme, elle est victime d'un harcèlement permanent, principalement de la part du Corps des Gardiens de la révolution islamique.

## Arrestation et condamnation

### Arrestation
En 2013, Soheil Arabi qui gère alors plusieurs comptes Facebook, partage plusieurs messages, principalement issus d'autres auteurs et critiquant la République Islamique d'Iran, des officiels du régime et diffuse des propos irrespectueux envers le prophète Mahomet. 
En novembre 2013, des agents du Corps des gardiens de la révolution islamique (CGRI) arrêtent Arabi chez lui à Téhéran. Il est incarcéré en isolement pendant deux mois dans le quartier 2-A du CGRI de le prison d'Evin. Il est soumis à de très nombreux interrogatoires, durant lesquels il subit des pressions pour avouer ses crimes présumés avant d'être transféré à la section 350 d'Evin sous le contrôle de la justice iranienne. 

### Condamnation à mort

Condamnation pour apostasie dans les pays à prédominance musulmane en 2013. La peine de mort par pendaison est pratiquée en Iran.
Peine de mort
Prison, perte de la garde des enfants
Convertir un musulman est un crime

Le 30 août 2014, un collège de cinq juges de la chambre 76 du tribunal pénal de Téhéran juge Arabi pour « insulte au prophète de l'islam » pour ses propos sur Facebook. Son avocat, Vahid Moshkani, plaide qu'Arabi « n ’a pas rédigé lui-même plusieurs messages jugés offensants, mais les a simplement partagés sur son compte Facebook ». L'article 263 du Code pénal islamique révisé en vigueur en Iran prévoit qu'une personne insultant le prophète « en citant les propos d’autres personnes [...] sera condamnée à 74 coups de fouet et non à la peine de mort ». Sa défense est ignorée et les juges condamnent Arabi à la mort par pendaison. 

### Annulation provisoire de la condamnation à mort
En septembre 2015, à la suite d'une mobilisation internationale, sa condamnation à mort est commuée en une peine de sept ans et demi de prison associée à la « lecture obligatoire de 13 livres religieux et études de la théologie pendant deux ans ». C'est la première fois que la décision de commuer une condamnation à mort est prise en Iran où un nombre indéterminé de personnes se trouvent dans le quartier des condamnés à mort pour blasphème, hérésie ou autres délits religieux. 
Dans sa nouvelle peine, Soleil Arabi doit prouver ses remords afin d'échapper à la peine de mort. Durant son emprisonnement, il doit lire 13 livres de théologie et rédiger pour chacun des résumés de 5 à 10 pages. Il doit également contacter les instituts « Dans la voie de la vérité » et « Institut de recherche Imam Khomein » chargés de lui poser des questions théologiques dont les réponses écrites seront envoyées aux magistrats. Arabi doit rédiger un article sur la religion ou la théologie basé sur 5 à 10 livres de théologie et est également présenté au tribunal chaque trimestre pour convaincre les juges de sa foi et de sa lamentation dans le but d’empêcher l'application de la peine capitale,.

## Emprisonnement

### Violences carcérales
En octobre 2018, Soheil Arabi est passé à tabac par d'autres détenus incités par les autorités pénitentiaires. Il subit plusieurs blessures, dont un nez cassé. Contrairement à la réglementation Iranienne, Arabi qui est prisonnier politique est détenu dans une salle avec des prisonniers non politiques, y compris des délinquants potentiellement violents.
En avril 2019, il est passé à tabac par les gardes de la prison et subit plusieurs blessures graves.

### Grèves de la faim
En juillet 2017, Arabi entame une grève de la faim pour protester contre le harcèlement et les mauvais traitements infligés à sa famille par le Corps des Gardiens de la révolution islamique.
Le 26 janvier 2018, il entame une nouvelle grève de la faim pour protester contre la répression des activistes Atena Daemi et Golrokh Ebrahimi Iraee. Il est sévèrement battu en représailles par les gardes de la prison pour le forcer à mettre fin à sa grève de la faim qui lui assènent plusieurs coups sévères à la tête.
En avril 2019, il entame une troisième grève de la faim pour protester contre les mauvaises conditions de détention et les mauvais traitements et la violence des gardiens et fonctionnaires de prison envers les prisonniers.

## Réactions

### A la condamnation à mort
En 2014, à la suite du premier verdict du procès, Human Rights Watch (HRW) appelle la justice iranienne à annuler la condamnation à mort d'Arabi. Le directeur adjoint de HRW pour le Moyen-Orient et l'Afrique du Nord déclare : «Il est tout simplement choquant que quiconque soit confronté à la potence simplement à cause de publications sur Internet jugées grossières, offensantes ou insultantes. L'Iran devrait réviser d'urgence son code pénal pour éliminer les dispositions qui criminalisent la liberté d'expression pacifique, en particulier lorsqu'elles punissent son exercice par la mort ». 
Amnesty International appelle ses partisans à exhorter les autorités iraniennes à ne pas exécuter Arabi et à le libérer « s'il est détenu uniquement pour avoir exercé pacifiquement son droit à la liberté d'expression ». 

### Au changement de peine
Reza Moini, responsable du bureau Iran/Afghanistan de Reporters sans frontières déclare : « Soheil Arabi a certes été sauvé d'une exécution immédiate, mais ce verdict est moyenâgeux. C’est une torture arbitraire contre un accusé qui a clamé à plusieurs reprises ne pas avoir voulu offenser la religion, déclare. La justice sous le contrôle d’Ali Khamenei veut faire peur aux internautes. Nous demandons l’intervention des rapporteurs spéciaux des Nations unies en vue de l'annulation de cette peine, comparable à des travaux forcés, interdits par le droit international et les lois nationales ».
La communauté de libre-pensée Atheist Republic annonce son intention d'organiser des manifestations le 17 août 2019 dans divers endroits du monde, exigeant la libération d'Arabi en utilisant le hashtag #FreeSoheil[réf. nécessaire].